# Käthe Grasegger
Käthe Grasegger, coniugata Deuschl (Garmisch, 19 giugno 1917 – Garmisch-Partenkirchen, 28 agosto 2001), è stata una sciatrice alpina tedesca.
Fu una delle protagoniste dello sci alpino femminile degli anni 1930, assieme alla connazionale Christl Cranz. In quattro stagioni, dal 1935 al 1938, vinse otto medaglie tra Mondiali e Olimpiadi, senza arrivare mai all'oro.

## Biografia

### Stagioni 1934-1936
Sciatrice polivalente, si mise in luce ai Mondiali di Sankt Moritz 1934, dove si classificò 5ª nello slalom speciale. Nella successiva rassegna iridata di Mürren 1935 si aggiudicò due medaglie di bronzo, nello slalom speciale vinto dalla svizzera Anny Rüegg e nella combinata vinta dalla sua connazionale Christl Cranz, e si piazzò 5ª nella discesa libera.
L'anno dopo si disputarono i IV Giochi olimpici invernali di Garmisch-Partenkirchen 1936, i primi a prevedere lo sci alpino nel proprio programma. La Grasegger vinse la medaglia d'argento nella combinata, unica gara disputata, dopo essersi classificata 3ª nella prova di discesa libera e 2ª in quella di combinata; subì tuttavia un distacco dalla vincitrice, ancora la Cranz, di 21,3 secondi, primato mai più eguagliato.

### Stagioni 1937-1941
Ai Mondiali di Chamonix 1937 la sciatrice bavarese conquistò una medaglia in tutte e tre le gare disputate, vinte sempre dalla Cranz: l'argento nello slalom speciale e il bronzo nella discesa libera e nella combinata. L'anno dopo nella rassegna iridata di Engelberg si aggiudicò la medaglia di bronzo nella discesa libera vinta dalla svizzera Nini Arx-Zogg e nella combinata vinta dalla Cranz e si classificò 5ª nello slalom speciale.
Ottenne l'ultimo piazzamento della sua carriera ai "Mondiali" del 1941, disputati a Cortina d'Ampezzo ma non riconosciuti dalla Federazione Internazionale Sci poiché non poterono prendervi parte gli atleti dei Paesi nemici dell'Asse, conquistando la medaglia d'argento nella discesa libera vinta dalla Cranz. Morì il 28 agosto 2001.

## Palmarès

### Olimpiadi
- 1 medaglia:
  - 1 argento (combinata a Garmisch-Partenkirchen 1936)

### Mondiali
- 7 medaglie:
  - 1 argento (slalom speciale a Chamonix 1937)
  - 6 bronzi (slalom speciale, combinata a Mürren 1935; discesa libera, combinata a Chamonix 1937; discesa libera, combinata a Engelberg 1938)